# Ґебре Ніґуссіє
Ґебре Ніґуссіє (1955, Аддис-Абеба) — ефіопський футболіст, що грав на позиції півзахисника. Відомий за виступами в низці ефіопських клубів, а також у складі національної збірної Ефіопії.

## Футбольна кар'єра
У дорослому футболі Ґебре Ніґуссіє дебютував у 1974 році в складі команди «Бераті Кокеб». У 1974 році Ґебре перейшов до складу команди «Омедла» з Аддис-Абеби, в якій грав до 1990 року, у 1978 році став у її складі володарем Кубка Ефіопії, а в 1979 році став у її складі чемпіоном країни.
У складі національної збірної Ефіопії Ґебре Ніґуссіє грав з 1976 року. У складі збірної Ґебре брав участь у фінальному турнірі Кубка африканських націй 1982 року, де брав участь у 2 матчах попереднього раунду, та зіграв у всіх 3 матчах групового турніру, втім ефіопська збірна не подолала груповий бар'єр.